# 前九年の役
前九年の役（ぜんくねんのえき）は、平安時代後期の陸奥国（東北地方）で起こった戦い。前九年合戦（ぜんくねんかっせん）ともいう。陸奥国の豪族・安倍氏と陸奥国司の争いに端を発し、陸奥守兼鎮守府将軍・源頼義が出羽国の豪族・清原氏と結んで安倍氏を滅ぼす結果となった。安倍氏の滅亡により清原氏がその勢力を拡大させ、後三年の役につながることとなる。河内源氏が東国の武士と主従関係を形成する一つの契機となったとされるが、武家の棟梁としての頼義像は、後世誇張して伝えられていくこととなった。

## 名称の変遷
この戦争は、源頼義の奥州赴任（1051年）から安倍氏滅亡（1062年）までに要した年数から、『吾妻鏡』承元4年11月23日条では「奥州十二年合戦」と呼ばれており、『古事談』巻4に「十二年の征戦」、『愚管抄』に「十二年ノタタカヒ」、『古今著聞集』巻9に「十二年の合戦」とあるように鎌倉時代中期までは「十二年合戦」の名称が一般的であった。ところが、『保元物語』に「前九年の合戦」とあるように鎌倉時代末期以降「前九年合戦」の呼称が見られるようになる。その初見である『平家物語』には「頼義の九箇年の戦と義家の三年の戦いを合て、十二の合戦とは申なり」とあることから、「十二年合戦」が「この合戦と後三年合戦（1083年 - 1087年）とを合わせた名称」と誤解され、12年から3年を引き、「前九年合戦」と呼ばれるようになったとみられている。
さらに、中世の史料で「役」の呼称で呼ばれた例は南北朝時代の『源威集』などわずかで、「合戦」の名称で呼ばれることが近世まで一般的であった。「役」の名称が一般的となるのは明治時代の『稿本国史眼』の影響によりその後の国定教科書の名称が「役」に統一されたことによる。「役」の表現には「文永の役」・「弘安の役」（元寇）同様、華夷思想の影響が多分に見られ、安倍氏が支配した東北が畿内から異国視され、安倍氏自体も「東夷」として蛮族視されていたことを物語る。しかし後世に成立した『平家物語』などでは、安倍氏に同情的な記述も見られる。

## 戦いの経緯

### 開戦まで
陸奥国の土着で、有力豪族の安倍氏は、陸奥国の奥六郡（岩手県北上川流域）に柵（城砦）を築き、半独立的な勢力を形成していた。

### 鬼切部の戦い
『陸奥話記』によると、安倍頼良（後の頼時）が支配地の奥六郡を越えて衣川以南に進出し、受領による徴税を拒否したため、永承のころ、陸奥守・藤原登任が数千の兵を率いて鬼切部（おにきりべ）で頼良の軍勢と戦闘が勃発した。この鬼切部の戦いでは秋田城介の平重成が国司軍の先鋒を務めたが、登任は敗北を喫し、朝廷は源頼義を追討将軍・陸奥守に任じて討伐を試みたとされる。
「鬼切部」の場所については、現在の宮城県大崎市、鬼首（おにこうべ）付近とする説が有力である。『本朝続文粋』によれば頼義の陸奥守任官は永承6年（1051年）のことなので、鬼切部の戦いが発生したのはその直前、永承5年（1050年）ごろのことだったと考えられる。他方、頼義が鎮守府将軍に任じられるのは陸奥守として赴任してから2年後の天喜元年（1053年）であり、朝廷は頼良の討伐を目的として頼義を陸奥守に任命したのではないとみられる。そもそも当時任期満了が近付いた受領が必要な貢納を強引に集めようとした結果紛争を起こしてしまう事件は珍しくなく、朝廷は以前陸奥守として安倍氏とも協調して任を全うした源頼清の兄である頼義に、安倍氏との関係を改善して安定した陸奥支配を回復させることを期待としたものと考えられている。
『陸奥話記』では頼義が着任してすぐ大赦があったために頼良は頼義に服属し、頼義と同音であることを遠慮して名を頼時と改めたとされている。この大赦は永承7年（1052年）5月の後冷泉天皇祖母・上東門院（藤原道長息女中宮藤原彰子）の病気快癒祈願のためのものとみられるが、頼時が直ちに頼義に服属したのは、朝廷がはじめから討伐を目標としていなかったためと考えられる。この後も頼義の陸奥守任期中は平穏な状態が続いた。
頼義は天喜元年（1053年）に、藤原頼行以降20年余り空席だった鎮守府将軍に任命され、坂上田村麻呂以来となる陸奥守兼鎮守府将軍となった。『今昔物語集』巻31-11「陸奥国安倍頼時、行胡国空返語」には、頼義が陸奥国奥地の夷を攻撃しようとしたので、夷と通じているという噂のあった頼時は攻撃を受けることを恐れて海を渡って北の地に移住を試みたが異民族に遭遇して帰還し、その後頼時は頼義に討たれたという逸話があることから、頼義の鎮守府将軍任命は蝦夷討伐を目的としたものだったと考えられる。

### 阿久利川事件
『陸奥話記』による阿久利川事件の経緯は以下のようなものである。頼義の陸奥守としての任期が終わる天喜4年（1056年）、頼義が胆沢城（鎮守府）で頼時から饗応を受けて多賀城（国府）に戻る途中、阿久利川（あくとがわ）付近で権守藤原説貞の子・光貞と元貞の一行が襲撃を受けて人馬に損害が出た、という情報が頼義に伝えられた。さらに光貞は「以前に安倍貞任（頼時の嫡子）が自分の妹と結婚したいと申し出て来たが、自分は安倍氏のような賤しい一族には妹はやれないと断った。だから今回のことは貞任の仕返しに違いない。」と頼義に答えた。そこで怒った頼義は貞任に出頭を命じたが、頼時は貞任の出頭を拒否し衣川の関を封鎖したため頼義は安倍氏討伐を開始した。
しかし上述の経緯には不自然な点が複数あることが指摘されている。任期を終えて帰京が近い頼義の配下を、それまで従順だった安倍氏がわざわざ攻撃するか、という点や、光貞の言い分を頼義が一方的に取上げて安倍氏の処罰をしようとしている点などである。そのため、この事件を安倍氏を滅ぼして勢力を拡大しようとした頼義の陰謀とみる説もあるが、離任が近く高齢の頼義がわざわざ任地で戦乱を惹起するとは考えにくいとの反論がある。むしろ頼義離任に伴って、頼義のもとで抑制されていた安倍氏が再び圧力を加えるようになることを恐れた在庁官人や、土着を目指した藤原説貞一族によって、安倍氏に打撃を与えるために頼義が引き込まれたという説明がされている。ただし、頼義の状況判断の誤りも指摘されており、離任の近い頼義がわざわざ頼時らと説貞らの争いに関与したのは、安倍氏を滅ぼすまでのことは考えておらず、安倍氏に武威を示せば容易に屈服し、両者の抗争を落ち着かせることができると考えたのではないかとみられている。また、現地に土着を進めて所領を荘園として摂関家に寄進する軍事貴族と、安倍氏との矛盾が顕在化したものという指摘もなされている。
頼義同様、当初は朝廷も事態を重く見ていなかったとみられ、天喜4年12月には、任期を終えた頼義の後任として文官の藤原良経が陸奥守に任命されている。しかし、戦乱が原因で彼が赴任しなかったために頼義が重任されることとなった。南北朝時代の『帝王編年記』では天喜4年8月3日に頼時討伐の宣旨が下されたとされているが、実際には朝廷による討伐命令発出は戦闘が長期化した後のことであるとみられ、『扶桑略記』は翌5年の頼時戦死後に官符が下されたとしている。

### 藤原経清の寝返り
開戦当初、頼義軍には平永衡、藤原経清という安倍頼時の女婿にあたる武将が参加していた。『陸奥話記』によれば、永衡は藤原登任の郎従として陸奥に下向したにもかかわらず、先の鬼切部の戦いでは頼時に従った過去があり、今回も頼義を裏切ろうとしているという讒言をする人があり、それを信じた頼義によって永衡は斬り殺されたという。永衡殺害によって身の危険を感じた経清は、偽情報を流し、その混乱に乗じて800騎の手勢とともに頼時陣営に走ってしまったという。

### 頼時戦死
経清の寝返りにより頼義側の戦力が削がれることとなり、頼義は一進一退の戦況を打開するために、安倍氏挟撃策を講じた。配下の金為時と下毛野興重を使者として、安倍富忠を首領とする奥地の俘囚を説得し、味方に引き入れることに成功したのだった。これに慌てた頼時は、富忠らを思いとどまらせようと自ら説得に向かうが、富忠の伏兵に攻撃され、矢傷を受けて本営の衣川にたどり着くことなく、鳥海柵（胆沢郡金ケ崎町）にて死去した。『百錬抄』によれば天喜5年（1057年）7月26日のこととされている。頼時の跡を継いだのは貞任であった。
頼時の死を確認した頼義は9月に頼時戦死の報を朝廷に送り、官符を発して諸国の武士と兵糧を徴発することを求めたが、官符の発出はされたものの諸卿の意見が合致せず論功行賞は行われなかった。

### 黄海の戦い
朝廷の煮え切らない態度にしびれを切らした頼義は11月、手勢1800騎をもって敵地に乗り込んで決戦を挑むこととなった。対する安倍軍は河崎柵（現在の一関市川崎村域）に4000名ほどの兵力を集め、黄海（きのみ、現在の一関市藤沢町黄海）で頼義軍と激突した。冬期の遠征で疲弊し、補給物資も乏しかった上に兵力でも劣っていた頼義軍は佐伯経範、藤原景季ら数百人の戦死者を出し大敗した。頼義自身は長男の義家を含む主従七騎でからくも戦線を離脱した。

### 清原氏参戦
黄海の戦いの後、兵力を失った頼義は安倍氏の行為をとどめることができなくなり、陸奥守の2度目の任期は何の成果もないまま過ぎていった。安倍氏は衣川の関の南にも勢力を伸ばし、朝廷の赤札の徴税符ではなく経清の白札で税金を徴するほどであった。頼義は出羽守・源兼長に援軍を求めたが支援が来ることはなく、兼長の後任として赴任した頼義の又従兄弟・源斉頼も軍勢を率いて出撃することはなかった。
康平5年（1062年）春、2度目の任期の切れた頼義の後任の陸奥守として高階経重が着任した（『扶桑略記』）。原則として重任された受領が再度任命されることはないが、頼義の後任として武官ではなくあえて文官の経重を朝廷が起用したのは、既に朝廷が安倍氏の武力による追討に消極的であったことの現れとみられる。しかし、陸奥国の住人はみな頼義に従い、経重には従わなかったため、経重は帰洛を余儀なくされた。在庁官人らの立場からすれば、安倍氏の追討が行われなくなれば安倍氏からの報復が行われることは必至であり、頼義による安倍氏の討伐に期待するしかなかった。
同年、頼義の策がようやく実を結ぶ。「奇珍」の贈り物を続けることで出羽国仙北（秋田県）の俘囚の豪族清原氏の族長清原光頼を味方につけることに成功したのである。
7月、光頼の弟・武則が1万の軍勢を率いて陸奥に来援、8月9日に3000騎を率いる頼義と営岡（たむろがおか）（宮城県栗原市）で合流した。
『陸奥話記』によるこの時の頼義・清原氏連合軍の指揮官は以下の通り。
- 第一陣、武則の子・武貞
- 第二陣、武則の甥で秋田郡男鹿（現男鹿市）（山本郡島、現大仙市強首との説もある）の豪族[要出典]・橘貞頼
- 第三陣、武則の甥で娘婿である山本郡荒川（現大仙市協和）の豪族[要出典]・吉彦秀武
- 第四陣、貞頼の弟・橘頼貞
- 第五陣、頼義、武則、在庁官人の3陣に分かれている。
- 第六陣、吉美候武忠
- 第七陣、雄勝郡貝沢（現羽後町）の豪族[要出典]・清原武道

数字の点だけでなく、指揮官の姓からも連合軍の大半は清原側の軍勢であったことがうかがわれる。

### 安倍氏の滅亡
清原氏の参戦によって形勢は一気に朝廷側有利となった。
8月17日、貞任の叔父・良照の拠点・小松柵に対する攻撃が開始された。連合軍が城内に突入すると宗任は800余騎を率いて打って出たが、第五軍の精兵によって宗任軍は敗れた。
兵糧不足となった連合軍が兵を割いて兵糧徴収に向かわせて6500人に兵力が減ったのを好機として、9月5日に貞任は8000余人で攻撃を仕掛けたが、連合軍の反撃を受け貞任は敗れ去った。
衣川の関まで撤退した安倍軍に対し、衣川の関への連合軍の攻撃が9月6日に開始された。攻撃は難航したが兵士が川を渡り放火したことで貞任は逃亡、翌7日に連合軍は安倍氏の本拠地・奥六郡に侵攻する。奥六郡でも連合軍は大麻生野・瀬原を順調に攻略し、11日に鳥海柵への攻撃を開始した。宗任・経清が逃亡していたため鳥海柵は容易に陥落し、このことは鳥海柵が城砦よりも政庁としての機能を持っていたことをうかがわせるが、『陸奥話記』では頼義は以前からその名を知りながらも足を踏み入れることのできなかった鳥海柵に入城した感慨を述べている。鳥海柵攻略後、武則は安倍正任の黒沢尻柵、鶴脛柵、比与鳥柵を次々と攻め落とした。
連合軍は15日、とうとう厨川柵（岩手県盛岡市天昌寺町）と嫗戸柵（盛岡市安倍館町）を包囲するに至る。厨川柵は安倍氏最後の拠点だけあって安倍軍は猛烈な抵抗を行い、弓矢や石、熱湯による攻撃によって連合軍は数百人の戦死者を出したという。頼義は一計を案じ、周辺の民家を解体して運び、それに火を放つことで柵に放火した。こうして9月17日、厨川柵は陥落することとなり、前九年の役は終結した。
身長6尺、腹囲7尺4寸という巨漢の貞任も深手を負い、楯に乗せられて頼義の面前に引き出されたが、頼義を一瞥しただけで息を引き取った。生け捕りにされ頼義の前に引き出された経清は、裏切り者として苦痛を長引かせるため鈍刀で斬首された。貞任の子・千代童子や弟・重任も殺害された。戦場から逃げおおせた宗任・家任・正任・為元らもしばらくして降伏したため、彼らは助命されて捕虜として都に連行されることとなった。
清原氏参戦後、わずか1ヶ月で安倍氏が滅亡した点については、ある時点で安倍氏と清原氏の間に密約が成立し、清衡の助命と引き替えの早期の終戦が合意されていたのではないかとの見方もある。

### 戦後処理
康平5年（1062年）10月29日、頼義による貞任討伐の報が朝廷にもたらされた（『康平記』）。翌康平6年（1063年）2月16日、安倍貞任・同重任・藤原経清の首が藤原季俊や物部長頼によって都に届けられ、都大路を渡されて獄門に晒された。2月27日に除目が行われ、頼義は「四位上臈」と呼ばれる受領の最高峰であった正四位下伊予守に、嫡男・義家は従五位下出羽守に、次男・義綱は左衛門少尉に任じられた。また藤原季俊は左馬允、物部長頼は陸奥大目に任じられている。
清原武則は従五位上に加階（武則は元から従五位下であった為）の上、鎮守府将軍に補任されて奥六郡を与えられ、清原氏が奥羽の覇者となった。経清の妻であった頼時の息女（有加一乃末陪?）は夫や兄の敵として戦った武貞に再嫁し、経清の遺児（後の藤原清衡）共々清原氏に引き取られた。
頼義はその後も陸奥国に留まっていたが、康平7年（1064年）2月22日、捕虜となった安倍宗任らを伴って12年ぶりに京に帰還した。宗任らは頼義の任国である伊予国に流罪となり、治暦3年（1067年）に大宰府に移送された。このことは『平家物語』にも記述が見える。
ただし、頼義が求めていた郎従10名余りに対する恩賞は出されず、これに不満を抱いた頼義は以後も2年にわたって伊予には赴任せず、京都にて朝廷と交渉を続けることになった。

## 文献に見る前九年の役
『陸奥話記』は数々の挿話を交えて本合戦の様子を記しているが、テクストによる異同も多く、その内容を検討するには史料批判が必要である。また既存の漢籍から引き写されたとおぼしき部分も散見される。なお、本役の性格について、『今昔物語集』第31巻第11「陸奥国の安倍頼時胡国へ行きて空しく返ること」等を踏まえ、蝦夷の反乱に同調しようとしたとの嫌疑を頼義から受けたことに伴うものとの蝦夷側に立った見解が近年出されている。

## 源氏の神話化の原点としての前九年の役
「前九年の役」における頼義・義家の戦勝は、河内源氏が武門の家の中でも最高の格式を持つ家である根拠として、中世以降、繰り返し参照されるようになった。実際、頼義・義家の家系からは後に源頼朝が出て鎌倉幕府を開いただけでなく、室町幕府を開いた足利尊氏も河内源氏であった。彼らが武門の棟梁の象徴として征夷大将軍を名乗った背景には、頼義が蝦夷を征討した形となったこの戦役がある。頼朝は源義経および奥州藤原氏の征討に際し、自身が「前九年の役」を意識し、平泉滅亡後もさらに北上して、父祖戦勝の地「厨川（厨川柵）」へ赴き、義家が同地で行なった鉄釘の故事を再現したと記されている。また、後世、前九年の役の聖地とも言える「斯波郡」を領有した足利氏の分家は斯波氏を名乗り、室町幕府三管領家の筆頭格となった。なお、江戸幕府を開いた徳川家康は河内源氏の新田氏の傍流である得川氏を自称した。
『宇治拾遺物語』の「白河院おそはれ給事」には、義家の武芸が人智を超えたものであったと記されている。

## その他
- 前九年の役に源氏軍に従軍していた長谷川五郎兵衛実義なる武将は芦ノ牧温泉に近い小谷（おや）という地で負傷して、その地に隠れて土着した。前九年の役から約100年後の治承年間に長谷川の子孫は黒川（現：会津若松市）で飴屋（現：長谷川五郎兵衛）を創業したと伝わっている[64]。
- 盛岡市の町名に「前九年」があるが、昭和初期に住民によって命名された、比較的新しい地名である。